# Pièce (héraldique)
Pour les articles homonymes, voir Pièce.
En héraldique, les pièces sont des charges de forme géométrique, limitées au trait par des lignes géométriques qui les séparent du champ. Dans les représentations sculptées, et parfois dans le dessin, les pièces posées sont représentées avec un effet de relief par rapport au champ, tandis que les juxtapositions sont limitées par un trait de jointure sans effet de relief.
Les pièces sont définies en fonction des parties de l'écu, et ont une place fixe sur celui-ci.
On peut citer parmi les plus usitées :
- la fasce, le pal, la bande, la barre, le chef, la champagne, la croix, le sautoir, le pairle, la pile, la pointe, la chausse, la cape, la bordure, le franc-quartier, le canton, le giron, les jumelles, la trangle, la vergette, l'écusson en cœur (ou en abîme), l'orle, le trécheur, le lambel…

- Voir Liste de pièces héraldiques.

Cet article ne discute que des pièces au sens strict. En héraldique, les figures géométriques pures comprennent également les « champs composés », qui sont des divisions régulières en plusieurs zones géométriques, obtenues par des partitions ou des rebattements de pièces ou de partitions. Ces cas font l'objet d'articles séparés.
Les pièces simples peuvent être l'objet de partition et recevoir des charges (voir les pièces honorables).

## Pièces honorables
Certaines de ces pièces, les plus simples et les plus anciennes, sont dites « honorables », les autres sont parfois dites « de second ordre » ou ordinaires. Cette distinction, qui est très fluctuante et dépend des auteurs, n'influe ni sur la création, ni sur la lecture du blason.
Les pièces honorables sont des pièces suffisamment larges pour pouvoir être chargées de meubles. Les pièces honorables de base (pal, fasce, bande, chef…) ont une largeur égale au tiers de l'écu (ou de la table d'attente) et s'étendent jusqu'au bord de l'écu ; exception faite du franc-quartier (moitié largeur, moitié hauteur) et de l'écusson (qui pour cela n'est pas toujours considéré comme pièce honorable). Cependant, elles peuvent être élargies quand elles sont chargées de meubles, pour une meilleure lisibilité du dessin (voir l’exemple de Berne).
Ces pièces simples peuvent se combiner par deux, parfois par trois, donnant naissance à une série de pièces (croix, sautoir, chef-bande…) qui occupent donc un espace plus important.
Les pièces honorables sont les figures les plus anciennes, et qui se retrouvent sur les blasons de la plus vieille noblesse. 
Les pièces honorables, aussi appelées « pièces de premier ordre », sont d’un nombre très variable et la liste varie beaucoup selon les auteurs.
Certains présentent une liste exhaustive et arbitraire, d’autres tentent de la justifier par des critères plus ou moins objectifs. Dans toutes ces tentatives de classification, cinq pièces, la fasce (fig. 1), le chef (2), la bande (3), le pal (5) et le chevron (6) semblent les seules incontestées. La barre (4, symétrique de la bande  mais moins honorable et beaucoup plus rare, car pouvant symboliser la bâtardise[réf. nécessaire]), et le listel (aussi appelé bordure) complètent très souvent cette liste de base.

### Classifications utilisant des critères objectifs
La grandeur de la surface
Elle serait du tiers de l’écu, une surface qui concerne (outre les cinq incontestées) quatre autres pièces : la barre, la champagne, la bordure et l'écusson en cœur (à condition de le dimensionner plus généreusement que le point du cœur). Selon ce critère, on devrait trouver aussi le flanc dextre et le flanc senestre, mais ces pièces sont très rares.
L'accrochage
Les pièces touchent au moins deux bords de l’écu (les pièces les plus anciennes nécessitaient un accrochage physique sur les bords du bouclier). Ce critère convient à la liste précédente, sauf pour l'écusson en cœur, et introduit un grand nombre d’autres pièces dont la croix, le sautoir, le franc-canton, le pairle, la pointe…
Les rebattables
Ce sont les pièces les plus simples, ayant la capacité de produire un pavage en se répétant en nombre (champ rebattu) : soit surtout les cinq pièces incontestées (encore que le chef semble difficilement rebattable), plus la barre (soit les six figures présentées ci-dessus).

### Classifications donnant des listes exhaustives
Elles sont fort nombreuses, voici les choix de quelques auteurs, avec les pièces qu’ils ajoutent aux cinq « incontestées » citées ci-dessus.
- Amédée de Foras (1883) : + 3 (barre, croix, sautoir).
- L.-A. Duhoux d'Argicourt (1896) : + 6 (barre, croix, sautoir, quartier, giron, champagne).
- Jouffroy d'Eschavannes (1855) : + 7 (barre, croix, sautoir, quartier, giron, écusson en cœur, champagne, celle-ci seulement depuis Napoléon).
- A. O'Kelly de Galway (1901) : + 2 (croix, sautoir).

Les 24 pièces honorables d’après le Larousse de 1923.

- Le Larousse comporte des erreurs, comme ici l'équipolé, qui n’est pas une pièce, mais une partition (ce qui a été corrigé dans l’édition 2004, mais celle-ci introduit d’autres erreurs, entre autres un blasonnement faux pour les termes « chape, chausse, embrasse, mantel et émanche » ; et fait un dessin de l’orle qui ne correspond pas à la définition de ce Larousse lui-même).

## Pièces ordinaires
En héraldique, les pièces ordinaires, ou pièces de second ordre, sont les plus difficiles à définir, parce qu'il semble qu'il y ait autant de définitions que d'auteurs ayant tenté de les définir.
Un premier système péremptoire consiste à les définir en extension, c'est-à-dire à en fournir une liste exhaustive.
Un deuxième système donne le critère objectif « ayant une place fixe sur l'écu » avec la restriction « mais n'étant pas une pièce honorable ». Or, la liste des pièces honorables est loin d'être universelle.
De plus :
- les pièces honorables réduites (comme la devise, fasce réduite) sont définies comme pièces de second ordre ou forment une catégorie particulière (les pièces réduites) selon les auteurs ;
- certains auteurs ont créé une catégorie « pièces moins honorables ».

Toutefois, ces termes font partie de la métalangue du blason, et sont sans conséquence pour le blasonnement.

## Pièces diminuées
En héraldique, on appelle « pièce diminuée » une pièce dont la largeur a été réduite.
Cette appellation, utilisée dans certaines classifications des charges héraldiques, fait apparaître d'assez nombreuses différences de définition.